# Play It Again, Brian
Play It Again, Brian (titulado Tócala de nuevo, Brian en España y Léelo de nuevo, Brian en Hispanoamérica) es el décimo episodio de la sexta temporada de la serie Padre de familia emitido el 2 de marzo de 2008 a través de FOX. El episodio está escrito por Danny Smith y dirigido por John Holmquist. Las críticas recibidas fueron dispares por parte de los críticos.
La trama se centra en la relación matrimonial de Peter y Lois, la cual se siente frustrada al ver el comportamiento desconsiderado de su marido. Viendo la tensa situación de ambos, Brian les invita a pasar una semana en un resort de Martha's Vineyard después de haber sido invitado a recibir un premio para escritores nóveles. Por otra parte, Peter y Lois dejan el cuidado de sus hijos al viejo Herbert mientras están fuera.

## Argumento
Peter y Lois empiezan a pasar por problemas maritales cuando ve que su marido prefiere pasar más tiempo con sus amigos en vez de ella. Brian por su parte anuncia a la familia que ha sido galardonado con un premio para escritores nóveles por su ensayo en Martha's Vineyard y decide invitar a los dos a un resort de lujo para que puedan relajarse tras varios días discutiendo. Tras ver con buenos ojos la idea de unas relajantes vacaciones dejan al viejo Herbert al cuidado de sus hijos después de que ninguno de los amigos de Peter estuvieran disponibles. Sin embargo Peter continua comportándose de manera egoísta para molestia de Lois, la cual queda conmovida por el fragmento del ensayo del can después de recitarlo.
Decidida a disfrutar de las vacaciones, Lois accede a pasar el día y la tarde con Brian, el cual aprovecha el mal momento de los dos para acercarse cada vez más a ella hasta que empieza a tener fantasías con ella en las que la besa apasionadamente. Esa misma tarde, confuso por sus sentimientos Brian le declara su amor y le comenta que se basó en ella para escribir su obra para emoción de Lois, quien agradece el detalle, sin embargo echa la velada a perder cuando pierde la cabeza y se abalanza sobre ella, aunque Lois consigue quitárselo de encima e indignada le expulsa de su habitación.
Arrepentido por sus actos y deprimido por el rechazo de Lois, Brian le comenta a Stewie lo sucedido y al día siguiente aparece en el bar del hotel ahogando las penas, mientras Lois le explica a Peter el "incidente" de anoche. Traicionado por su amigo se lo encuentra en el bar y empiezan a discutir sobre quien se merece el amor de la mujer, la cual según Brian es la única que se esfuerza en su matrimonio hasta que la discusión se les va de las manos y empiezan a pelearse hasta que finalmente es Brian es retenido por Nathan Lane, con el que se casó (de broma) Peter entrando así en razón. Tras pensar en su comportamiento Brian reconoce estar enamorado de Lois y que sus sentimientos le volvieron loco. No obstante, ambos hacen las paces al prometerle a Peter que Lois jamás volverá a interponerse en su amistad. Más tarde vuelve a ver a lois y se disculpa por su comportamiento impulsivo, sin embargo Lois también admite tener sentimientos similares hacia él aunque prefiere seguir siendo fiel a Peter a pesar de sus defectos.
Por otro lado, en la subtrama, Herbert aprovecha la amabilidad de Lois y Peter tras dejarle al cargo de sus hijos para intentar filtrear con Chris, el cual finalmente le pregunta si es un pedófilo.

## Producción
El episodio fue escrito por el productor ejecutivo Danny Smith siendo su primer guion de la sexta temporada.[cita requerida] John Holmquist se encargó de la dirección siendo el segundo de la temporada después de Stewie Kills Lois. Peter Shin y James Purdum contribuyeron como directores de supervisión. En cuanto al hilo musical fue compuesto por Walter Murphy e interpretado (una de las escenas) por Seth MacFarlane.
Este episodio es uno de los pocos que se centra en el personaje de Herbert, cuyo actor: Mike Henry le presta su voz. La primera aparición del personaje fue en To Love and Die in Dixie donde empezó a ganar popularidad además de ser criticado por el estilo de humor que le da al programa.
Play It Again, Brian aparece disponible en la edición DVD de la séptima temporada junto a los cuatro últimos de la sexta y los primeros ocho de la séptima. El DVD fue puesto a la venta a partir del 16 de junio de 2009. El volumen incluye varios contenidos extras: escenas eliminadas e indultadas, animática y comentarios en audio.